# Bourg-sous-Châtelet
Bourg-sous-Châtelet – miejscowość i gmina we Francji, w regionie Burgundia-Franche-Comté, w departamencie Territoire de Belfort. W 2017 roku liczba ludności wynosiła 120 mieszkańców.